# In the Mix
In the Mix é um filme americano de comédia dramática-crime dirigido por Ron Underwood e lançado em 2005. É protagonizado pelo cantor Usher, e pelos atores Emmanuelle Chriqui, Chazz Palminteri e Robert Davi. O filme foi direcionado ao grande público tradicionalmente de fim de semana de Ação de Graças nos EUA.

## Sinopse
O único problema que Darrell (Usher), um jovem e bonitão DJ de Nova York tem no momento é livrar-se das garotas que o perseguem. Ele e seu sócio Busta (Kevin Hart) trabalham numa discoteca à noite e, durante o dia, sonham com seu futuro selo de gravação. Mas quando Darrell salva a vida de um chefão da máfia (Chazz Palminteri), ele encontra alguém à sua altura, a sensual e teimosa filha de Frank (Emmanuelle Chriqui), que o escolhe para ser seu novo guarda-costas.

## Elenco
- Usher Raymond — Darrell
- Chazz Palminteri — Frank
- Emmanuelle Chriqui — Dolly
- Robert Costanzo — Fat Tony
- Robert Davi — Fish
- Matt Gerald — Jackie
- Anthony Fazio — Frankie Junior
- Geoff Stults — Chad
- Chris Tardio — Angelo
- Kevin Hart — Busta
- K.D. Aubert — Cherise
- Isis Faust — Lexi
- Nick Mancuso — Salvatore
- Page Kennedy — Twizzie
- Deezer D —. Jojo

## Lançamento
O filme arrecadou $10,223,896 nas bilheterias dos EUA.

## Trilha sonora
1. "Settle Down" - Rico Love
2. "That's My Word" - One Chance
3. "Be What It's Gonna Be" - Christina Milian
4. "Which One" - Chris Brown feat. Noah
5. "Hands & Feet" - Keri Hilson
6. "Sweat" - Rico Love feat. Usher
7. "Get Acquainted" - Ryon Lovett
8. "Could This Be Love" - One Chance
9. "Some Kind of Wonderful" - (Anthony Hamilton
10. "Against The World" - Robin Thicke
11. "Murda" - YoungBloodz feat. Cutty & Fat Dog
12. "On the Grind" - Rico Love feat. Juelz Santana & Paul Wall